# Paul Vizzavona
Paul Vizzavona, né le 23 juillet 1881 à Rome et mort le 19 janvier 1956 à Sanary-sur-Mer, est un architecte français d'origine italienne.
Adepte de l'Art nouveau, il est actif à Bruxelles de 1904 à 1914.

## Biographie
Paul Vizzavona est né le 23 juillet 1881 à Rome.
Après des études à Paris, Paul Vizzavona quitte la capitale française en 1904 pour Bruxelles, où il devint l'élève de Victor Horta, chez qui il fut dessinateur et chef de projet jusqu'en 1914.
Il s'inscrit dans le mouvement de l'Art nouveau floral initiée par Horta
Son style est teinté d'éclectisme, « mêlant des éléments issus du classicisme français (pierre naturelle, toit mansardé, symétrie rigoureuse) à l'Art nouveau ».
Victor Horta lui intenta un procès pour plagiat. Paul Vizzavona retourne en France au début de la Première Guerre mondiale ; ce départ pourrait être lié au procès intenté par Horta[réf. nécessaire].
Il meurt à Sanary-sur-Mer en 1956.

## Réalisations remarquables
Une des œuvres notables de Paul Vizzavona est l'hôtel Vandenbroeck (1908), situé à l'angle de l'avenue Brugmann et de l'avenue Molière à Forest.

## Immeubles de style Art nouveau floral
- Bruxelles :
  - 1905 : rue de Roumanie, 40.
  - 1906 : rue Antoine Bréart, 101 (remarquable balcon en fer forgé).
  - 1907 : rue Franz Merjay, 93.
  - 1908 : hôtel Vandenbroeck, avenue Brugmann, 176-178 et avenue Molière, 177-179.
  - 1908 : rue de Savoie, 52 (remarquable balcon en fer forgé).
  - 1908-1912 : villa Vizzavona, rue Vergote, 36, Woluwe Saint-Lambert.
  - 1909 : rue du Lombard, 30-32[8].
  - 1911 : avenue Albert, 84.
  - 1911 : place Van Meenen, 14.
  - rue Philippe de Champagne, 23.
  - rue de la Réforme, 64.

Vues de l'hôtel Vandenbroeck à Bruxelles
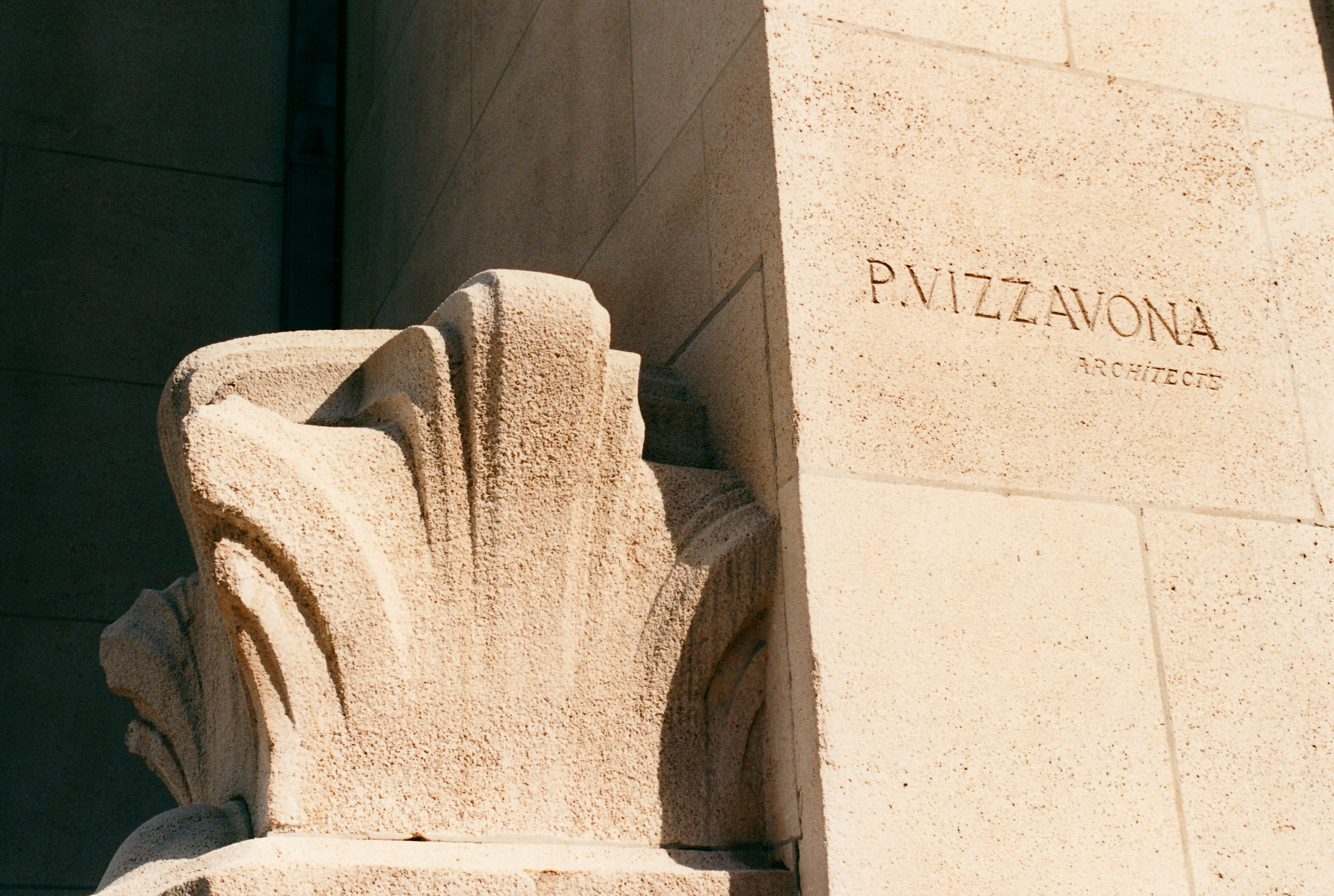
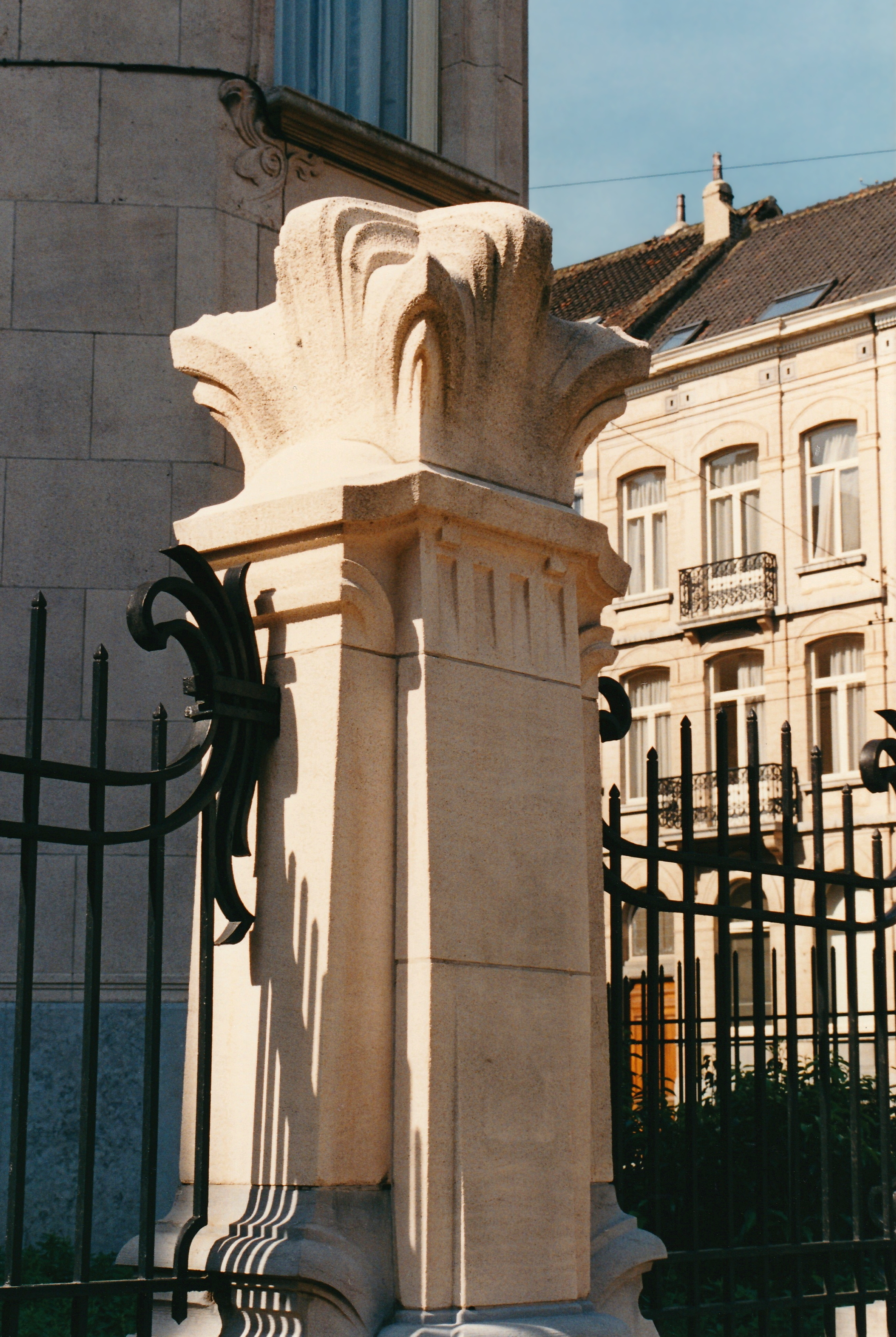
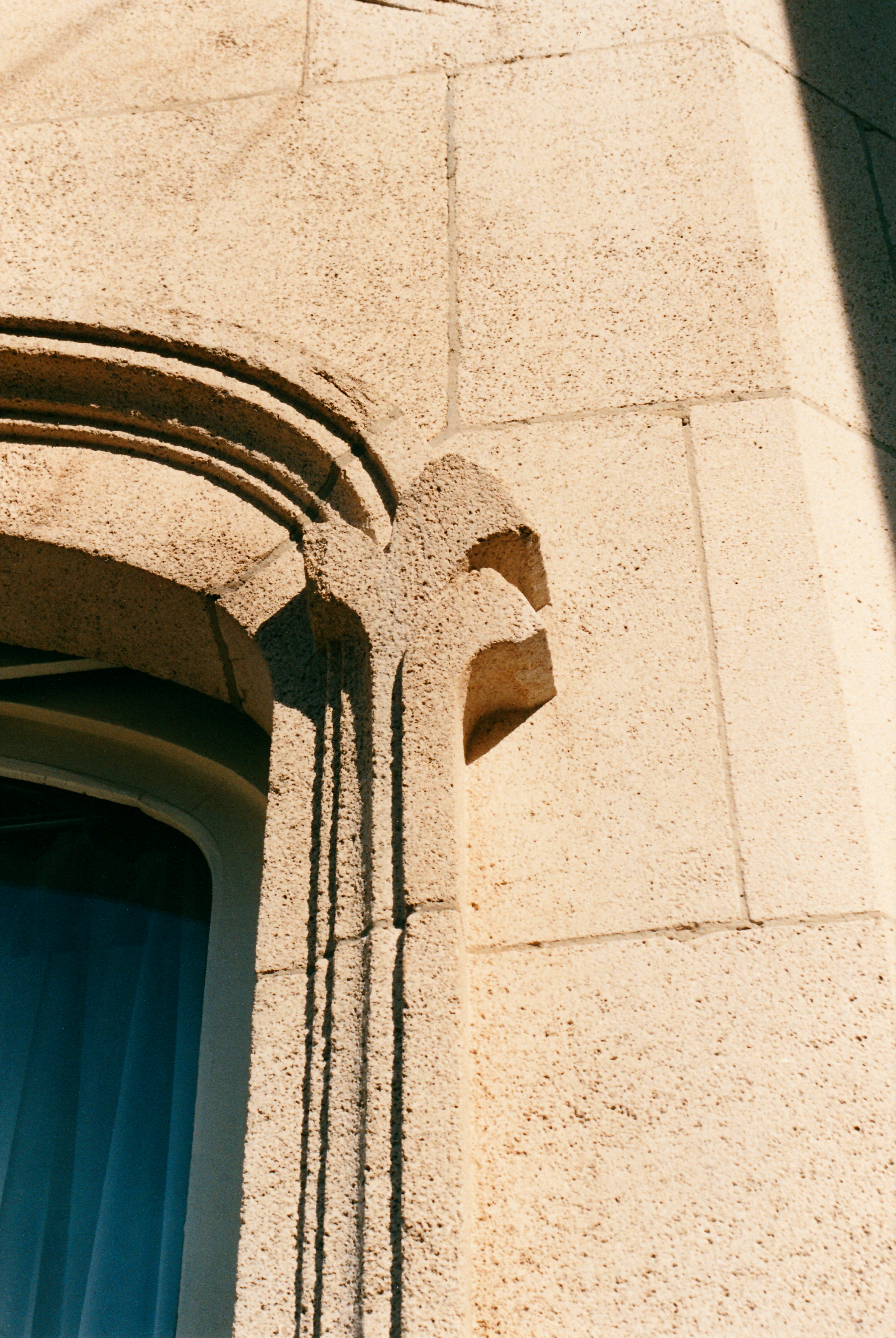